# Manoa (Manaus)

Avenida principal do bairro Manoa, em Manaus.

O Manoa é um conjunto de casas, localizado no bairro Colônia Santo Antônio  da cidade de Manaus, capital do estado brasileiro do Amazonas. 